# Mościska (Grodzisk Mazowiecki)
Pour les articles homonymes, voir Mościska.
Mościska (prononciation : [mɔɕˈt͡ɕiska]) est un village polonais de la gmina de Grodzisk Mazowiecki dans le powiat de Grodzisk Mazowiecki de la voïvodie de Mazovie dans le centre-est de la Pologne.
Il se situe à environ 5 kilomètres au sud de Grodzisk Mazowiecki (siège du powiat) et à 32 kilomètres au sud-ouest de Varsovie (capitale de la Pologne).

## Histoire
De 1975 à 1998, le village appartenait administrativement à la voïvodie de Varsovie.